# Die Naturräume Thüringens
Die Naturräume Thüringens ist eine im Auftrag der Thüringer Landesanstalt für Umwelt und Geologie (TLUG) erstellte naturräumliche Gliederung des Landes Thüringen. Sie erschien in Form eines gut 380 Seiten umfassenden Buches gleichen Namens (Erscheinungsjahr 2004) sowie in zahlreichen Kartenwerken, die zu großen Teilen öffentlich (über TLUG) zugänglich sind.

## Unterschied zu anderen Gliederungen
Die innerthüringische naturräumliche Gliederung weicht in ihren zu Grunde gelegten Kriterien etwas vom bundesweit ausgedehnten, jedoch in Ostdeutschland größtenteils unvollendeten System des Handbuchs der naturräumlichen Gliederung Deutschlands, welches auch Grundlage für die Einteilungen des BfN ist, ab. Sie ist längst nicht so detailliert wie die Einzelblätter 1:200.000 des Handbuches, differenziert aber etwas stärker als die Haupteinheiten des Handbuches selber. Auch vom System der parallel im Nachbarbundesland erstellten Struktur der Naturräume in Sachsen und von dem letzteren ähnlichen System in Sachsen-Anhalt unterscheidet sich diese Gliederung deutlich.
Anders als im Handbuch und seinen Folgepublikationen ist die thüringische Gliederung nicht in einfach zusammenhängenden Haupteinheitengruppen, die sich weiter in Haupteinheiten und Einheiten kleinerer Ordnung gliedert, hierarchisiert, sondern ist strikt nach 7 geologischen Grundstrukturen aufgeteilt, denen jede Landschaftseinheit zugeordnet ist.
Nur bedingt für deutschlandweite Gliederungen verwendbar sind manche neu definierten Naturraumnamen in unmittelbarer Grenze zu Nachbarbundesländern. Bei diesen wurden der Einfachheit halber oftmals Landschaften „ein-“ oder „ausgemeindet“. So wurden z. B. alle Teile des – außerhalb der Rhön – nur marginal thüringischen Osthessischen Berglandes Naturräumen zugerechnet, die in ihrem Kern in Thüringen liegen.

## Liste der Naturräume in Thüringen
Die folgenden Naturräume unterscheidet das thüringische System:
- 1 Mittelgebirge (zusammen 3861 km², entsprechend 24 % der Fläche Thüringens)
  - 1.1 Südharz (119 km²)
  - 1.2 Kyffhäuser (30 km²)
  - 1.3 Thüringer Gebirge (insgesamt 3692 km²)
    - 1.3.1 Nordwestlicher Thüringer Wald (68 km²)
    - 1.3.2 Mittlerer Thüringer Wald (852 km²)
    - 1.3.3 Hohes Thüringer Schiefergebirge–Frankenwald (627 km²)
    - 1.3.4 Schwarza-Sormitz-Gebiet (491 km²)
    - 1.3.5 Oberes Saaletal (263 km²)
    - 1.3.6 Ostthüringer Schiefergebirge–Vogtland (1148 km²)
    - 1.3.7 Plothener Teichplatte (83 km²)
    - 1.3.8 Ronneburger Acker- und Bergbaugebiet (160 km²)

  - 1.4 Hohe Rhön (20 km²)
- 2 Buntsandstein-Hügelländer (zusammen 3715 km², entsprechend 23 % der Fläche Thüringens)
  - 2.1 Nordthüringer Buntsandsteinland (910 km²)
  - 2.2 Hohe Schrecke–Schmücke–Finne (208 km²)
  - 2.3 Waltershäuser Vorberge (88 km²)
  - 2.4 Tannrodaer Waldland (64 km²)
  - 2.5 Paulinzellaer Buntsandstein-Waldland (187 km²)
  - 2.6 Saale-Sandsteinplatte (1044 km²)
  - 2.7 Bad Salzunger Buntsandsteinland (441 km²)
  - 2.8 Südthüringer Buntsandstein-Waldland (417 km²)
  - 2.9 Lengsfeld–Zillbach–Bauerbacher Buntsandstein-Waldland (356 km²)
- 3 Muschelkalk-Platten und -Bergländer (zusammen 3346 km², entsprechend 21 % der Fläche Thüringens)
  - 3.1 Ohmgebirge–Bleicheröder Berge (80 km²)
  - 3.2 Hainich–Dün–Hainleite (833 km²)
  - 3.3 Werrabergland–Hörselberge (495 km²)
  - 3.4 Fahnersche Höhe (26 km²)
  - 3.5 Ettersberg (40 km²)
  - 3.6 Ilm-Saale-Ohrdrufer Platte (1269 km²)
  - 3.7 Meininger Kalkplatten (474 km²)
  - 3.8 Schalkauer Thüringer-Wald-Vorland (129 km²)
- 4 Basaltkuppenland (zusammen 440 km², entsprechend 3 % der Fläche Thüringens)
  - 4.1 Vorderrhön (440 km²)
- 5 Ackerhügelländer (v. a. Keuper; zusammen 3994 km², entsprechend 25 % der Fläche Thüringens)
  - 5.1 Innerthüringer Ackerhügelland (2958 km²)
  - 5.2 Weißenfelser Lößplatten (92 km²)
  - 5.3 Altenburger Lössgebiet (629 km²)
  - 5.4 Grabfeld (315 km²)
- 6 Auen und Niederungen (zusammen 606 km², entsprechend 4 % der Fläche Thüringens)
  - 6.1 Goldene Aue (59 km²)
  - 6.2 Helme-Unstrut-Niederung (144 km²)
  - 6.3 Gera-Unstrut-Niederung (163 km²)
  - 6.4 Unstrutaue Mühlhausen–Bad Langensalza (39 km²)
  - 6.5 Saaleaue (69 km²)
  - 6.6 Werraaue Gerstungen–Creuzburg (28 km²)
  - 6.7 Werraaue Meiningen–Vacha (43 km²)
  - 6.8 Steinachaue (61 km²)
- 7 Zechsteingürtel an Gebirgsrändern (zusammen 357 km², entsprechend 2 % der Fläche Thüringens)
  - 7.1 Zechsteingürtel am Südharz (117 km²)
  - 7.2 Zechsteingürtel am Kyffhäuser (50 km²)
  - 7.3 Orlasenke (137 km²)
  - 7.4 Zechsteingürtel Bad Liebenstein (53 km²)

Insgesamt gesehen nehmen die vier Hauptlandschaftstypen Mittelgebirge, Buntsandstein-Hügelländer, Muschelkalk-Platten und -Bergländer sowie Ackerhügelländer mit je etwa gleichen Anteilen zwischen 20 und 25 % deutlich über 90 % der Fläche Thüringens ein. Allein 23 % der Landesfläche entfallen auf die zusammenfassende Einheit Thüringer Gebirge und rund 20 % auf das Innerthüringer Ackerhügelland, wenn man zum letzteren inselartige Höhenzüge und Auen im Inneren mitrechnet.